# 字体排印学

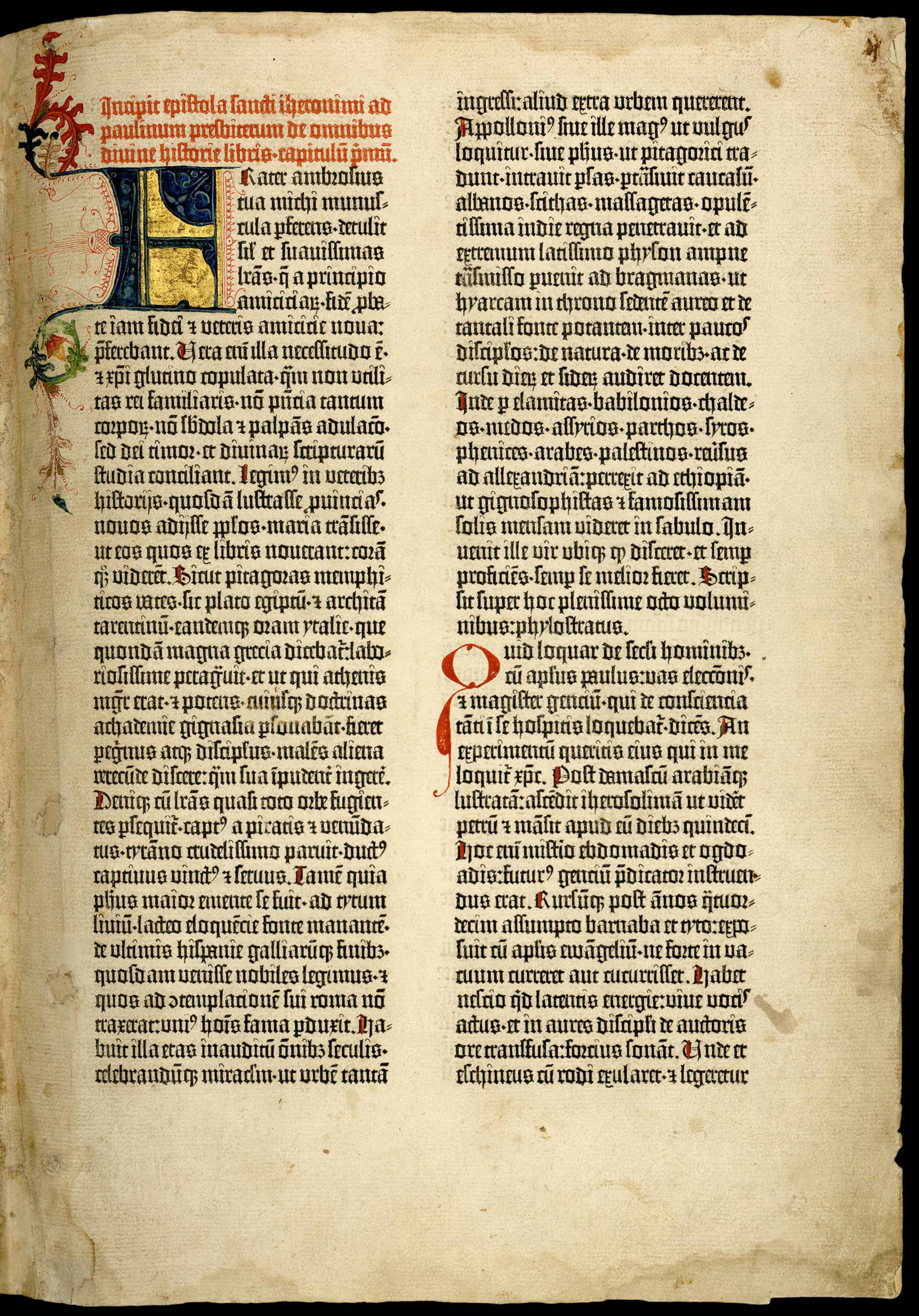
古腾堡圣经的第一页。古腾堡圣经是西方第一本使用金属活字印刷的图书。

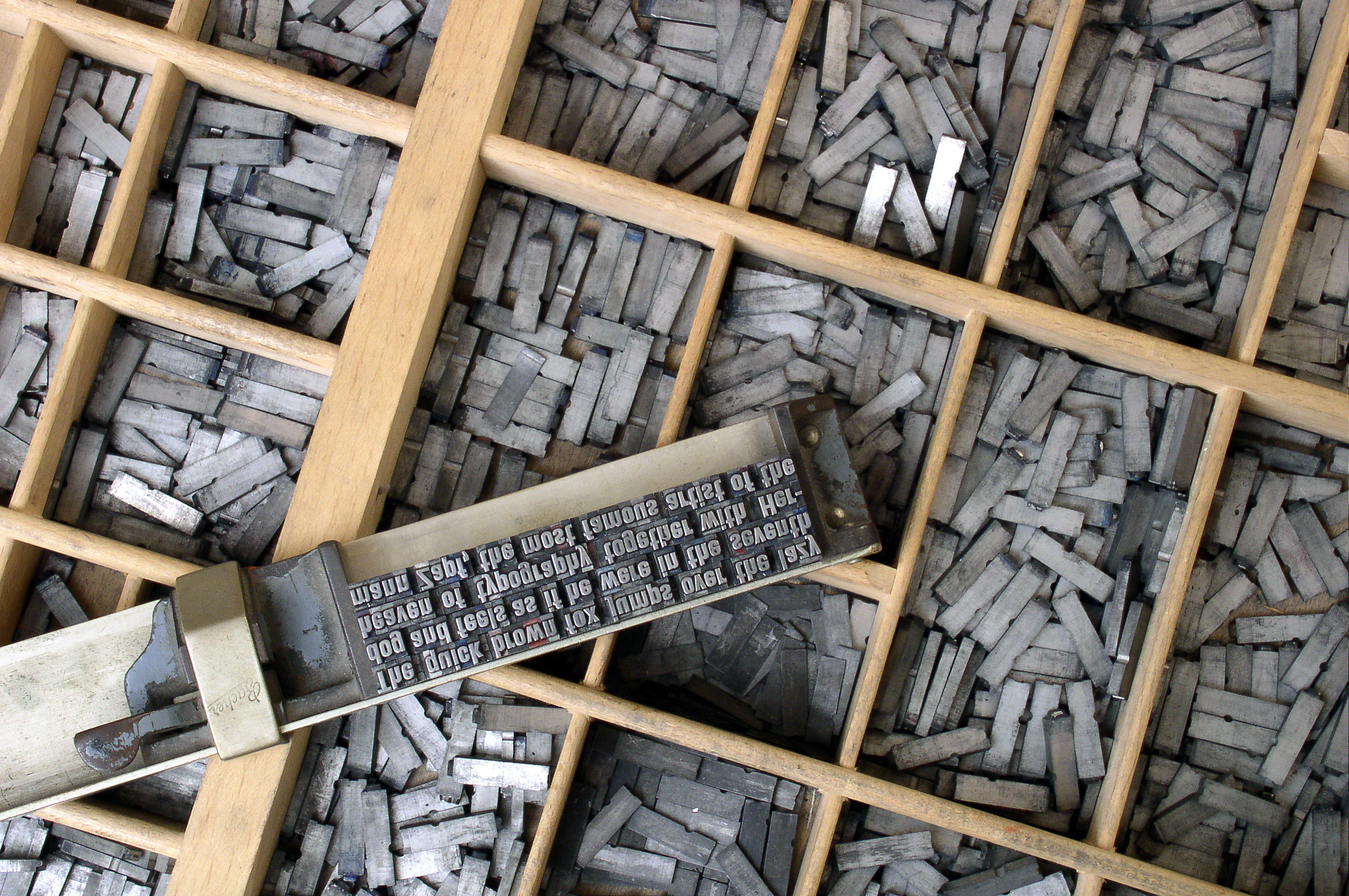
金属活字、排字手托和盛满散乱活字的字盘。

字体排印学（typography）或字体排印，又称为排版设计、文字设计，是通过排版使得文字易认、可读和优美的技艺。排印，是排列活字并且付印；而排版，是安排活字的方式，包括字体与字号的选取、栏宽与行高的设定以及字距的调整等。在西方设计领域，这项技艺常常被喻为“二维的建筑”。
字体排印侧重于对不同样式与大小的活字进行安排；与之相近的设计门类字体设计（type design），则是对字体本身形状的描绘。尽管字体设计有时也被视为字体排印的一部分，然而不同分工的设计师对“字体排印师（typographer）”和“字体设计师（type designer）”并没有相互认同。
印刷技术的演进对字体排印的传统与发展有着重要影响。排版的对象是活字。桌面出版技术引入的数字字体，又可以视作是数码活字。在桌面出版时代和计算机普及之前，印刷文字的排版一直由专门人员完成，如排字工人、字体排印师、平面设计师、漫画家等等。现代的文字编码与字体技术使得排版作为一项技艺的门槛降低。正如英国科尔切斯特学院平面设计院院长，David Jury所言：“字体排印现已成为每个人都在做的事情。”

## 语源
字体排印学的英语“typography”来自希腊语的“τύπος”（týpos，意为“印”）和“γραφία”（grafía，意为“写”）。
汉语对于“typography”一词的翻译尚有争议，“字体排印”和“文字设计”都是常见的翻译名称。其中“排印”是排列活字并且付印，也是“排版”与“印刷”的合称。

## 外延
当代语境下的文字设计研究与实践涵盖面甚广，广义的文字设计概念涉及字体设计与应用、排版、书写和书法。
在日常生活中，字体排印要素常见于以下情境：
- 文档
- 演示文稿
- 屏幕文字显示
- 地图
- 服饰

字体排印常作为工业设计中的要素存在，也是平面设计的重要组成部分。

## 历史

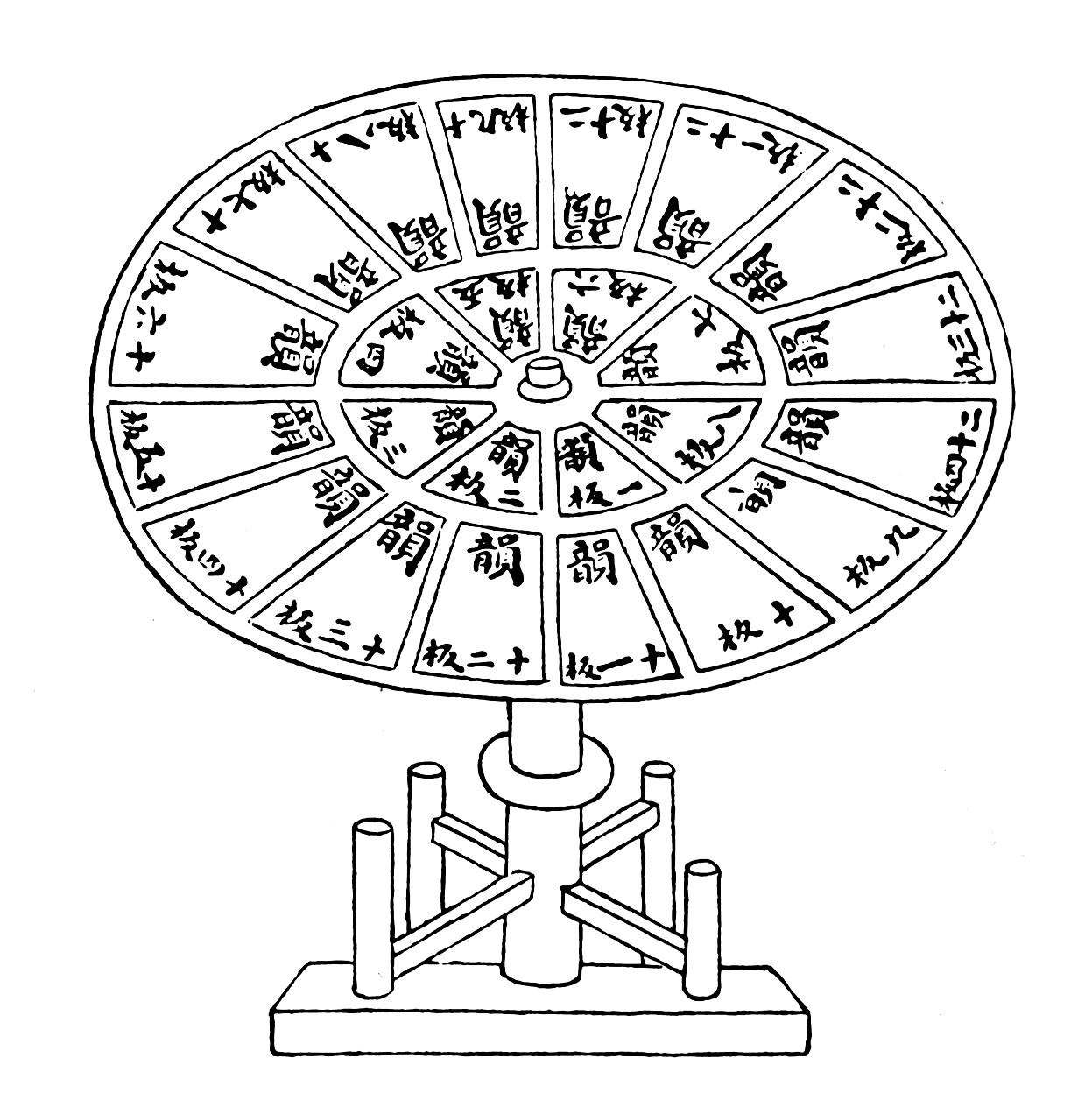
元朝王祯著作《农书》中的印刷活字盘。

活字的雏形或可追溯至公元前两千年前后美索不达米亚文明的乌鲁克和拉尔萨，砖块上面不均匀的印花被视作有可能是活字思想雏形。
最早用来排版的活字源于中国宋代，由工匠毕昇发明。毕昇的活字由胶泥制作，这项技术一直使用到清代之前。元代的王祯是木活字的先驱，相比泥活字，木活字对外力的耐受性更好。金属活字同样起源于东亚，但能够确定的是，这一项技术并没有西传至比中亚更远的地方。
现代的铅活字印刷工艺由古腾堡于1439年发明，时至今日仍然被使用。

使用这项技术排印出的第一本书是《古腾堡圣经》。

### 东亚

#### 印刷体源流

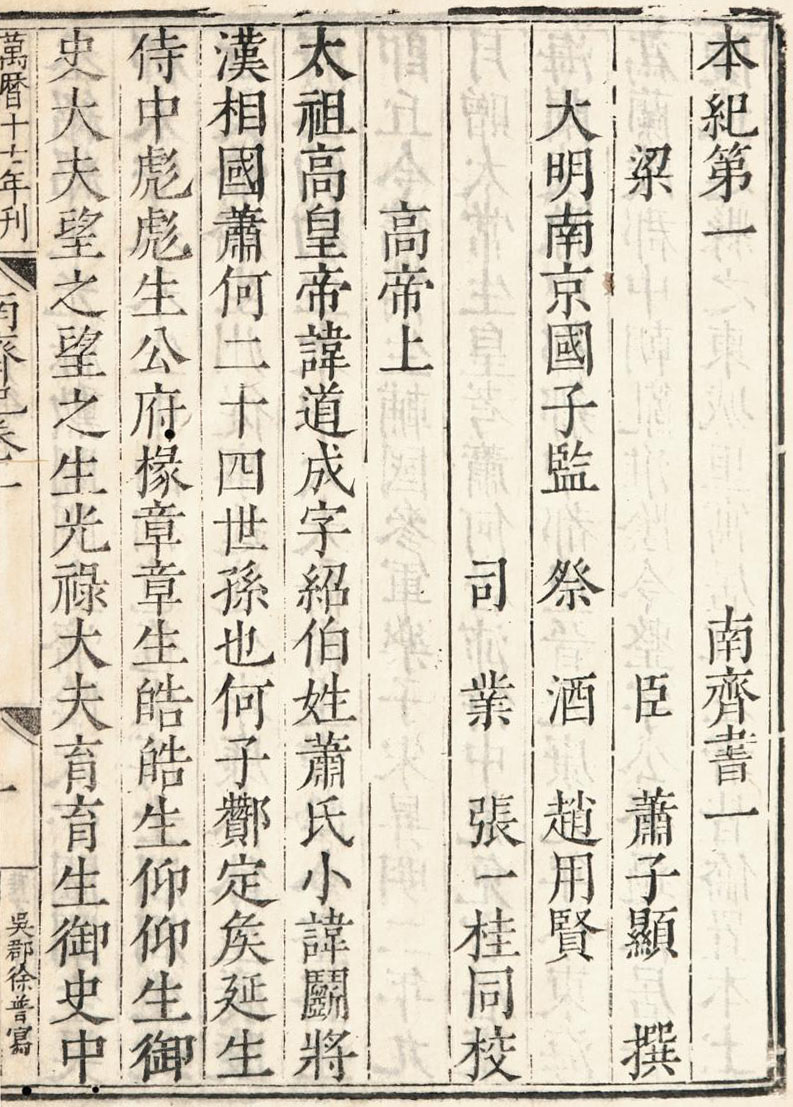
《齐书》书影，明南京国子监本，其字体是典型的早期明朝体

中国在唐代就已经出现雕版印刷术，公元868年的《金刚经》是现存最古老的印刷品之一，使用的技术即是木雕版印刷。唐代书法家辈出，使楷书的美学进一步成熟。这一时期的刊本字体也以楷书为主。
宋代官方刊书事业兴盛，唐代勃兴的印刷术于宋代达到巅峰。与此同时，宋代的印刷技术发展也极为迅速，已知最早的活字印刷术正是在宋代产生的。但是因为中国人口众多、书籍发行量大，雕版印刷由于其更好的复用性，在近代之前一直是中国印刷技术的主流。宋代刊刻字体最初仍然忠实于手写楷书风格，唐代的楷书遗产成为了宋代刊刻字体的典范。宋代的三大印刷事业中心：浙江、四川和福建，分别以欧体、颜体和柳体为范本。随着时间推移，三地的印刷字体各自独立地出现风格化倾向，以至南宋时，宋刻本的印刷字体已与手写楷书产生差异，呈现出更加坚硬的特质。宋代刊刻字体成为了后世仿宋体的样本，在某些场合或地域（如日本），这一风格的字体又被称为“宋朝体”。
明代早期沿袭宋元刊本之制，以赵体和颜体楷书为主。正德至嘉靖年间，苏州渐渐成为了文化商业中心，江浙一带的刊本风格也相应地复兴，欧体楷书重新流行并成为了主流。到了万历时，书籍需求量变大，逐利的书商促进了书籍制作的分工化，书工刀下的刊刻字体也变得更加地程式化。这一时期的印刷字体出现了迅速的风格化过程，后世称为“宋体”或“明朝体”的字体走向成熟。明永曆八年（1654年，清顺治十一年），福建黄檗山万福寺高僧隐元东渡日本，中国明代的印刷术传至日本，排印与字体风格也在这一时期被引入。
清代时受到明代中期书法家影响，产生了近似于今日印刷楷体的刊本楷书，日本称之为“清朝体”。清代同时也是明朝体（宋体）进一步成熟的时期。到了近代，西方传教士将西方的印刷技术传至中国。北美长老会派遣姜别利在中国主持美华书馆，此间创制了美华铅字。这套铅字后被带入日本长崎崎阳新塾活字制造所，成为日本近代明朝体活字的始祖。
日本于近代受到西方的无衬线体影响创制了日文哥特体。一般认为，中文的黑体即源于日本的哥特体，它于20世纪初期传入。

#### 东亚古典书籍排版范式
东亚古典书籍采用直排，翻页方向从左到右，这一排印习惯在一些地域仍被沿用。除此以外，页面中行与行之间常常会印有框线，版心四周会印有边栏线。东亚古籍排版以汉字为主，也会出现谚文、假名、八思巴文等。西学东渐时期，也偶有混排西文的案例。在东亚的古籍中，一般不为句读设置空隙。
在纸质图书刚产生不久，书籍的制作仍然沿用简册的形式，采用卷轴装帧的方式。而后出现了包背装与蝴蝶装，在这两种装帧方式中，纸张只有一面被印刷。在装帧时，需要将每张页面沿中线对折。这种需求导致了“象鼻”和“鱼尾”排印元素的产生，即纸张中线上印刷的对齐标记，以方便书籍制作人员对散页进行装订。

#### 受西方影响的近代排版范式
自西方传教士将现代印刷技术引入中国，再到相关技术和现代观念传至东亚其他地方，东亚传统的书籍范式和文字排印方式在不断地发生变化。平装书取代了传统的书籍装订方式，导致鱼尾和象鼻排印元素的消失。一部分西式标点符号和类似于西文的标点排印方式也被引入东亚的字体排印中。为适应于铅字，出现了系统性的字号规制，书籍中的字体变小，栏线和边框线被铅条形成的间距和花边取代。混排西文的机制日益成熟，为了适应大量混排西文或是公式的学术文献，从左至右、自上而下的排版书写方式开始出现于东亚文字中。

### 西方

#### 中世纪根源

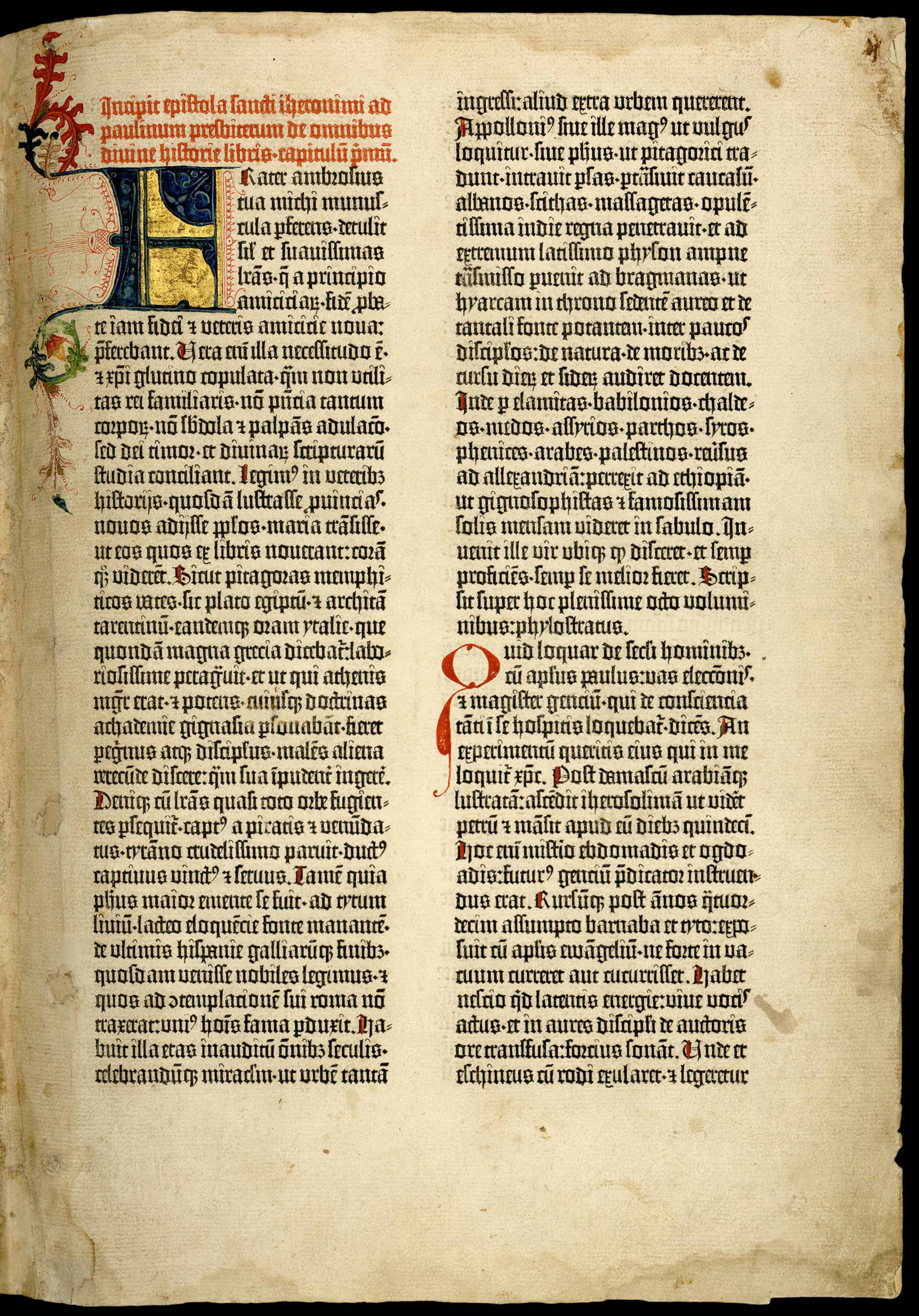
古腾堡圣经的第一页，用早期的平织体排版。在这一存世本中，装饰性的彩色首字母是和印刷过程分开来的书法作品。

在古腾堡的铅活字印刷术被发明出时，15世纪中叶的欧洲已经有了3000年的手写字设计历史，这成为了系统性排版技艺形成的天然范本。平织体（英語：textur），具有强烈哥特气质、用于抄写经文的字体，成为了西方活字的第一个范本。著名的古腾堡圣经（亦称“四十二行圣经”，因为原本以每页42行排版）即是用平织体活字排印而成。使用哥特体排版也成为了德国字体排印的一大传统。

#### 古典复兴
在意大利，沉重的哥特风字体很快被威尼斯式（英語：Venetian，又称“旧式”）字体所取代。古罗马碑刻上的大写字母被套用在了欧式几何的模板下，与古典主义建筑的柱式相类比。这些大写字母的结构与比例被认为是完美的，锋利的衬线成为了西方文明中字体排印的理想形状。古罗马的帝国大写体（英語：inscriptional capitals）最为著名的样本是建于公元113年的图拉真柱上面的碑文。
意大利人对古典文化复兴心切，15世纪的人文主义学者试图从古代抄写经文的字体中寻找可以匹配帝国大写体的字体。到了活字在意大利开始兴盛时，人文主义手写体演进成了著名的人文主义小写体，也就是我们今日所熟知的威尼斯式或旧式衬线体。

#### 16世纪的法国与17~18世纪的过渡体

Garamond字体样本。

法国文字设计风格的典雅要归功于16世纪的字体设计和排印大师克洛德·加拉蒙，Garamond字体即受他的影响所作。
17~18世纪，受到巴洛克风格和洛可可风格的影响，过渡衬线体开始出现。

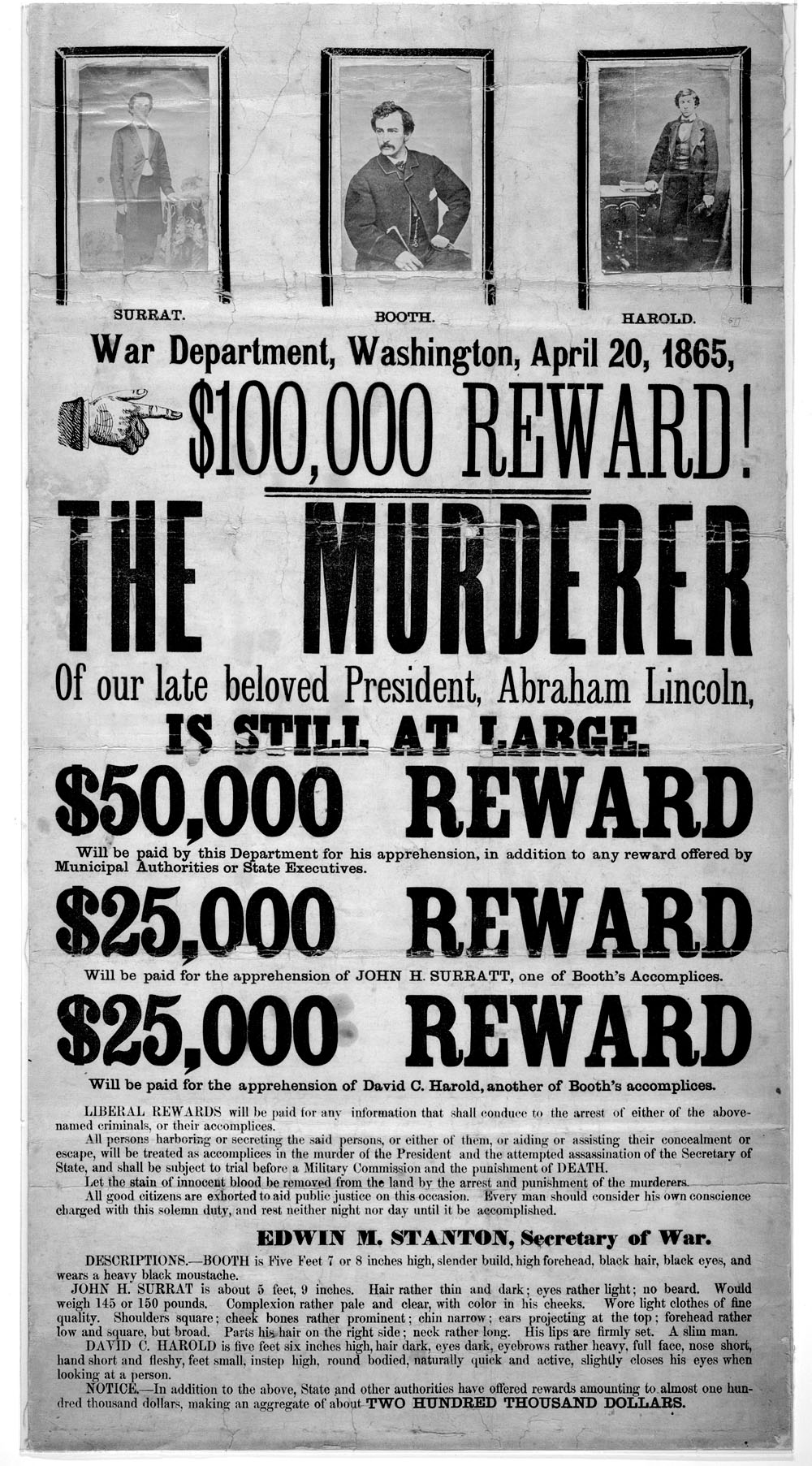
19世纪通缉约翰·威尔克斯·布斯（刺杀美国总统林肯的刺客）的海报，用木活字排印。

#### 维多利亚时期
由于工业革命带来的生产进步，商品经济高速发展，伴随而来的传单和广告为了吸引眼球，往往风格花哨。维多利亚时期的字体排印作品常常充满着字体的堆叠和滥用。
这一时期在排印风格上并没有太大创新，显著的不同是埃及体的产生。

#### 国际主义字体排印风格
国际主义风格于20世纪20年代萌芽，20世纪50年代兴起。国际主义字体排印风格主要特征有：网格布局、非对称排版和无衬线体的运用等。

### 现代科技的引入
照相排版源于20世纪中叶。早期的照相排版原理，是利用光学设备将光通过照相活字底片投射到相纸，再利用相纸产生胶版。而胶印与铅字印刷不同，是一种平版印刷（后者属于凸版印刷），二者的印刷质地有着很大不同。由于照相排版的光学特性和平版印刷特性，其排版印刷效果相比于传统的铅字排印要更加柔和；同时也更加轻便，更加快捷，节省了金属和人工的耗费。

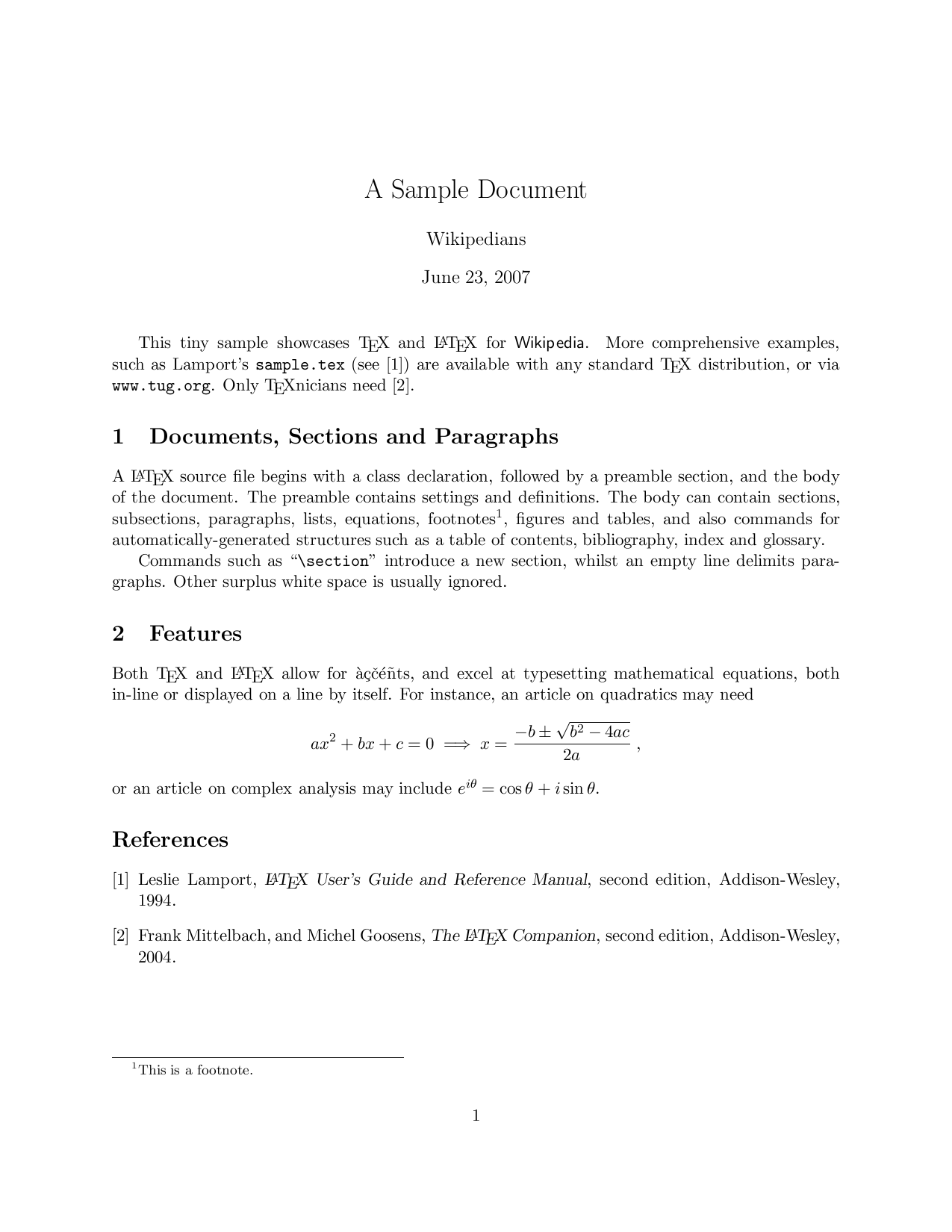
LaTeX排版样例。

在个人计算机出现后，桌面出版技术也随之流行，制版工艺从物理方式迁移到计算机输出。最早的桌面出版技术由施乐帕洛阿尔托研究中心于20世纪70年代开发。同一时期，高德纳的《计算机程序设计艺术》重印，此时正处于铸排被照相排版大幅取代的时期。高德纳不满其排印效果，便萌生了开发数字排版系统的想法，并于1978年发布了TeX的第一个版本。时至今日，TeX仍然在学术与技术写作领域被广泛运用。
Aldus的排版软件PageMaker是早期的所見即所得排版软件，且在20世纪80至90年代的桌面出版领域取得了重要地位。1994年，Adobe公司收购了Aldus。后来取代PageMaker在出版领域地位，并使用至今日的排版软件有QuarkXPress和Adobe InDesign等。
现代的数字字体技术为实现高级的排版特性提供了保证。现代桌面出版的标准技术之一PostScript，由Adobe开发。为了与Adobe的PostScript字体相对抗，微软与苹果在20世纪80年代推出了TrueType字体。90年代，微软与Adobe在TrueType和PostScript字体的基础上扩充，又共同制定了OpenType标准，该标准仍然在发展与变更中。
除了用于印刷的纸质媒介，字体排印传统随着技术进步也被应用于屏幕上的文字显示。HTML与层叠样式表成为了Web字体排印的技术标准，被广泛用于网页和电子书等媒介中的文字排版。

## 字体、样式与排版
传统上，文字排版要做到容易阅读、清晰了然，选择视觉效果可以在无形中满足需求的字体，能够让读者在不察觉的情况下流畅地浏览文字材料。好的排版对读者是透明的，日本设计师高冈昌生曾言，“好的排版被隐匿在阅读之中”。
在当代字体设计与字体排印中，字型（英語：font）和字体（英語：typeface）的含义在趋同，而在金属活字时代，“字型”是一套特定大小铅字的集合，而“字体”则包含同一字体风格所有大小的铅字。同一字体家族可能会包含有不同的粗细，这一特性被称为字重。有些字体家族也会包含不同的宽体（英語：wide/extended）和窄体（英語：narrow/condensed）。传统上，铅字的设计会为不同的字体大小做优化，而在桌面出版时代，矢量字体的产生使得所有大小的同一字体可以共用相同外观。为了弥补这一技术进步所产生的缺陷，同一字体家族也可能会设计不同的视觉尺寸（英語：optical sizes）来适配不同字号排版对字体的需求。在西文正文字体设计中，多数情况都会创制一套正体和对应的意大利斜体。
字体排印要素需要依文本的题材确定——散文、小说、教育、科学、宗教等不同的题材都对字体的选用和排版提出了不同的要求。现代书籍排印中，中文和日文习惯上使用作为正文字体，西文则习惯于使用衬线体，二者的选取都是对各自排版与书籍设计传统的传承。
排版是对活字的空间排列，在排版中，间距的安排尤其需要注意，包括字符間距（英語：tracking）、字偶间距（英語：kerning）、词距、挤压、缩进、悬挂、行距、段落间距和页边距等。语言习惯、书写正确和排印传统也是排版中需要考虑的问题，例如断词（英語：hyphening）、标点符号的正确使用与合字的使用等。在排版实作中，不同文种混排时的基線处理、文字注音（汉语拼音、注音符號和振假名等）、行间注等因素也是现实需求和考量方向。

## 准则

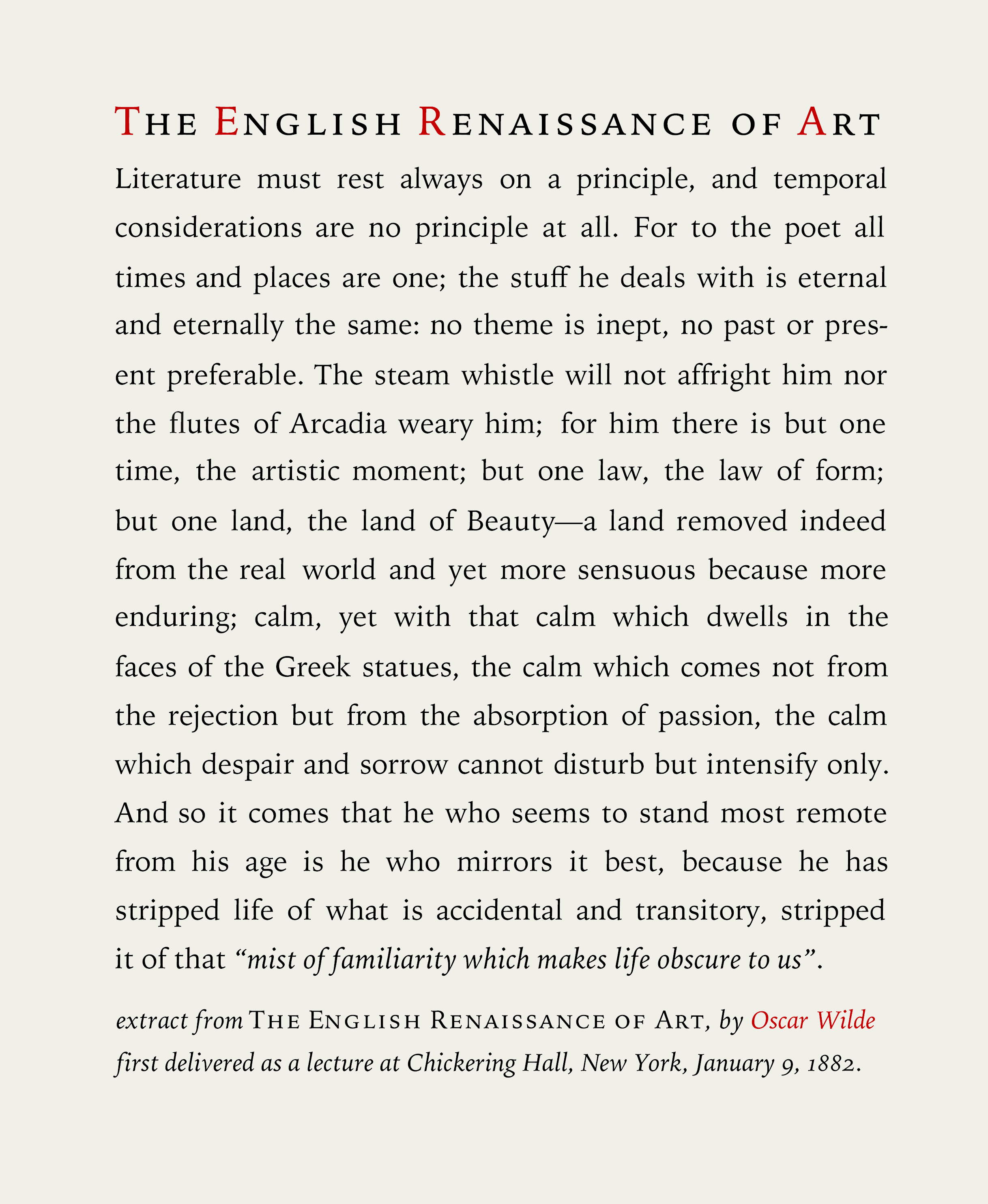
西文排版样例（奥斯卡·王尔德的文章《英国的文艺复兴 (The English Renaissance of Art)》节选），以Iowan Old Style罗马正体、意大利斜体和小型大写排印。字体大小为14点，1.4倍行距，0.2点额外词距。1882年

### 易认性与可读性
易认性和可读性是字体排印的主要目标和准则，这两个形式相似的词，在字体排印学上的概念是完全不同的，前者侧重于字符的可辨识程度，而后者偏向于阅读文段的舒适度。
易认性和可读性的影响因素也是认知心理学的研究对象。例如在20世纪30~60年代，美国心理学家Miles Tinker对排版与阅读之间关系的经典研究。研究通过让被试寻找文段中前后不一的词语来测试阅读速度，并引入不同的字体排印因素进行测试——包括字体样式（小写、全大写、斜体等）、字体大小、行长、行间距、字体风格等。

#### 易认性
易认性（英語：legibility）是单个字符可以相互区别的难易程度。Walter Tracy指出，易认性是文字“可判读和识读的品质”。易认性有助于公共设计中的无障碍建设，也是实施导视系统项目的考虑因素之一。相应地，字体选用是导视设计的重要组成部分。
字体设计因素的设定和选取会对文字的易认性产生影响，排版中对字体和样式的选用同样会产生易认性的差别。在西文排版中，经典的衬线字体和无衬线字体往往具有良好的易认性，而哥特体、变形字体和一些手写字体的易认性良莠不齐。相类似地，中文的基础字体——宋体、仿宋、楷体与黑体也具有良好的易认性，而美术字体或书法字体的易认性表现不一。字怀造型或汉字中宫的大小也是影响易认性的因素，一般认为大且开放的字怀、宽阔的中宫可以提升文本的易认性。

#### 可读性
可读性（英語：readability），与易认性强调单个字符的识别相对，指整篇文本阅读的难易程度。可读性高的文本可以减轻读者阅读负担并提升阅读效率，也对阅读能力不佳的人有所帮助。
字体排印要素，例如页边距的使用、词距和行间距的运用，都会影响到文本的可读性。一般认为，字母比例匀称、间距使用合理、栏宽行长适宜、版面灰度匀称的文段具有较好的可读性。

### 优美得体
字体排印中的审美考量不仅包括使字体间搭配相协调、字体大小合理，也要求设计者的排版和板式布局富有韵味、吸引读者。字体排印师们也往往会订立一些准则，甚至是戒律，来保证排版的美观合理。例如Paul Felton曾经在自己的著作中提出了字体排印的十条戒律：

1. 汝一页之字体不得逾三。
2. 汝当大置题目于页首。
3. 汝不可于非正文用大过八点或十点之字。

字体排印领域的戒律版本颇多，但对于有经验设计师来说，循规蹈矩不是必须的。
在报刊、学术期刊、政府公文等严肃场合，为保证行文风格和排版样式的得体和一致性，相关机构往往会制定样式规范或风格指引供写作者参考。例如APA格式是使用广泛的社会科学风格指引，中华人民共和国的国家标准《国家行政机关公文格式（GB-T 9704-2012）》是中国大陆境内的公文格式推荐标准。这些样式规范或风格指引都规定了相关内容的用语或格式，明确了其中字体排印要素的规范。

## 应用
展示文本的排印可以和负空间或图像结合，将文字同图像相关联与沟通。在平面设计中，文字展示是重要组分，在导视设计中，文字排印对易认性的影响也至关重要。
展示文本的排印常见于：
- 出版物的广告，如登载于报刊之中
- 报刊标题字
- 看板文字和标示
- 海报
- 宣传册和传单
- 包装与标签
- 商业邀请函与名片
- 图书封面
- 电影与电视包装中的动态文字排印（英語：kinetic typography）

### 引用
1. ↑  https://www.termonline.cn/word/1471009005882064900/1#
2. ↑  高冈, 昌生. . 中信出版社. 2016: 6. ISBN 978-7-5086-6197-1.
3. ↑  Bringhurst, Robert. . Point Roberts, WA: Hartley & Marks. 2004. ISBN 0-88179-133-4.
4. ↑  Pipes, Alan. . Prentice-Hall. 1997.
5. ↑  Ilene Strizver. . Fonts.com.   [2017-03-14]. （原始内容存档于2021-01-18）.
6. ↑  今田欣一. .   [2018-03-14]. （原始内容存档于2020-12-04）.
7. ↑  Jury, David. . Switzerland: Mies. 2006: 63. ISBN 2-88046-822-1.
8. ↑  .   [2018-03-14]. （原始内容存档于2021-01-25）.
9. ↑  Eric Q. LIU. . 2015-12-29  [2018-03-14]. （原始内容存档于2018-03-15）.
10. ↑  Garfield 2013
11. ↑  Sass, Benjamin; Marzahn, Joachim. . Harrassowitz Verlag. 2010: pp. 11, 20, 160. ISBN 978-3-447-06184-1.
12. ↑  Needham, Joseph.  4. Cambridge University Press. 1994: 14. ISBN 978-0-521-32995-8. Bi Sheng... who first devised, about 1045, the art of printing with movable type
13. ↑  Tsien, Tsuen-Hsuin. . Needham, Joseph  (编).  5. Cambridge University Press. 1985: 201–217. ISBN 0-521-08690-6.
14. ↑  Ch'on, Hye-bong. . Koreana. 1993: 10–19.
15. ↑  McLuhan, Marshall.  1. University of Toronto Press. 1962. ISBN 978-0-8020-6041-9.
16. ↑  Eisenstein, Elizabeth L. . Cambridge University Press. 1980. ISBN 0-521-29955-1.
17. ↑  Febvre, Lucien; Martin, Henri-Jean. . London: Verso. 1997. ISBN 1-85984-108-2.
18. ↑  Man, John. . London: Headline Review. 2002. ISBN 978-0-7472-4504-9.
19. ↑  潘, 吉星. . 科学出版社. 1997. ISBN 9787030062369.
20. ↑  孙明远, 李冰湜, 黄莹. . 装饰. 2015, (9): 106-109.
21. 1 2 3 4  今田欣一. .   [2018-03-16]. （原始内容存档于2021-01-23）.
22. ↑  学位论文：陳, 麗桂. . 朝陽科技大學. 2006.
23. ↑  竹村, 真一. . 思文閣. 1986. ISBN 4784204474.
24. ↑  张, 树栋. . 印刷工业出版社. 1999. ISBN 9787800003240.
25. 1 2  学位论文章节：罗, 佳洋. .   [2018-03-17]. （原始内容存档于2018-03-18）.
26. ↑  李少波. . 装饰. 2011, (3).
27. 1 2  赵健 2011
28. ↑  Steinberg, S. H. . Harmondsworth: Penguin. 1961: 94, 96, 98.
29. ↑  Nesbitt. . Dover Publications, Inc. 1957. ISBN 0-486-20427-8.
30. ↑  高冈, 昌生. . 中信出版社. 2016: 26. ISBN 978-7-5086-6197-1.
31. ↑  Winograd, Terry. . Addison-Wesley. 1996  [2018-03-18]. ISBN 978-0201854916. （原始内容存档于2020-12-03）.
32. ↑  Jones, Steve. . SAGE Publications. 2002: 127. ISBN 978-0761923824.
33. ↑  .   [2018-03-18]. （原始内容存档于2011-08-07）.
34. ↑  . Microsoft. 2018-03-16  [2018-03-18]. （原始内容存档于2019-05-20）.
35. ↑  张翔宇. . 站酷. 2017  [2018-03-14]. （原始内容存档于2020-06-10）.
36. ↑  Haralambous, Yannis. . O'Reilly Media. 2009. ISBN 9780596102425.
37. ↑  . 万维网联盟.   [2018-03-18]. （原始内容存档于2017-03-22）.
38. ↑  Tinker, Miles A. . Minneapolis: University of Minnesota Press. 1965. LCCN 65025098.
39. ↑  Tracy, Walter. . Gordon Fraser. 1986.
40. ↑  Calori, C. . Hoboken, New Jersey: John Wiley & Sons, Inc. 2007.
41. ↑  Krause, Jim. . 机械工业出版社. 2017. ISBN 978-7-111-55801-9.
42. ↑  齐立. . 方正电子字模部. 2009-10-20  [2018-03-14]. （原始内容存档于2018-10-19）.
43. ↑  Garfield, Simon.  . 电子工业出版社. 2013: 50–57. ISBN 978-7-121-19067-4.
44. ↑  Garfield, Simon.  . 电子工业出版社. 2013: 59–61. ISBN 978-7-121-19067-4.
45. ↑  Felton, Paul. . Merrell Publishers. 2006. ISBN 1858943558.
46. ↑  Ilene Strizver. . Creative Pro. 2011-01-12  [2018-03-14]. （原始内容存档于2020-11-27）.
47. ↑  Creative Bloq Staff. . Creative Bloq. 2016-03-31  [2018-03-14]. （原始内容存档于2020-11-27）.
48. ↑  The Economist. . Economist Books. 2010. ISBN 9781846681752.

## 延伸阅读
- 埃里克·吉尔（Eric Gill）， An Essay on Typography ISBN 9780879239503（中译本：《埃里克·吉尔谈字体、排版与装帧艺术》，重庆大学出版社，ISBN 978-7-5689-0566-4）
- 约瑟夫·米勒-布罗克曼（Josef Müller-Brockmann），《平面设计中的网格系统》（英語：Grid systems in graphic design），国际主义设计风格的介绍性作品之一。中文版由徐宸熹和张鹏宇翻译，上海人民美术出版社出版。ISBN 978-3-7212-0145-1
- 日本杂志“Typography”，由台湾“卵形”引进，并以《字誌》之名重新制作。ISBN 978-986-235-507-7